# Ubi bene, ibi patria
Ubi bene, ibi patria è una locuzione latina che si può tradurre in italiano con "Dove si sta bene, lì è la patria". In sostanza, la patria è il luogo in cui ci si sente a proprio agio, dove si trova un senso di appartenenza e benessere. 
La frase è attribuita a Erasmo da Rotterdam.